# Chant du cygne
Pour les articles homonymes, voir Le Chant du cygne.

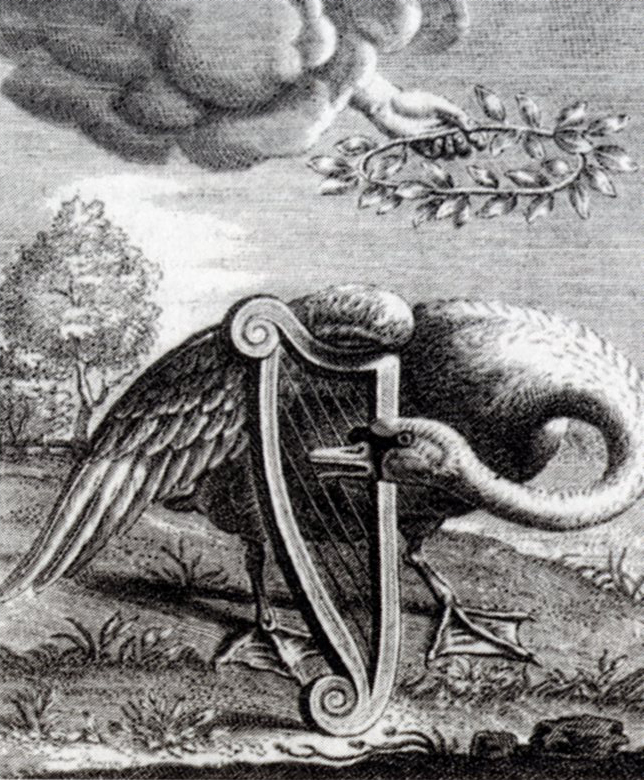
Le Chant du cygne, gravure de 1655.

Le chant du cygne (en grec ancien κύκνειον ᾆσμα / kúkneion âisma), expression en usage en France depuis le milieu du XVIIIe siècle, désigne la plus belle et dernière chose réalisée par quelqu’un avant de mourir. En art, il s'agit donc de l'ultime œuvre remarquable d’un poète ou d’un artiste.

## Origine
Cette expression trouve son origine dans l'Antiquité, avec une première attestation chez le philosophe grec Platon, qui met ces mots dans la bouche de Socrate, condamné à mort par la cité d'Athènes en 399 av. J.-C., dans le Phédon,.

« Eh ! mon cher Simmias, reprit Socrate, en souriant doucement, à grand'peine persuaderais-je aux autres hommes que je ne prends point pour un malheur l'état où je me trouve, puisque je ne saurais vous le persuader à vous-mêmes et que vous me croyez plus difficile à vivre en ce moment qu'auparavant. Vous me croyez donc, il paraît, bien inférieur aux cygnes, pour ce qui regarde le pressentiment et la divination. Les cygnes, quand ils sentent qu'ils vont mourir, chantent encore mieux ce jour-là qu'ils n'ont jamais fait, dans la joie qu'ils ont d'aller trouver le Dieu qu'ils servent. Mais les hommes, par la crainte qu'ils ont eux-mêmes de la mort, calomnient les cygnes, en disant qu'ils pleurent leur mort, et qu'ils chantent de tristesse. Et ils ne font pas cette réflexion, qu'il n'y a point d'oiseau qui chante quand il a faim ou froid, ou qu'il souffre autrement, non pas même le rossignol, l'hirondelle ou la huppe, dont on dit que le chant n'est qu'un effet de la douleur. Mais ces oiseaux ne chantent nullement de tristesse, et encore moins, je crois, les cygnes, qui, appartenant à Apollon, sont devins ; et comme ils prévoient les biens dont on jouit dans l'autre vie, ils chantent et se réjouissent plus ce jour-là qu'ils n'ont jamais fait. Et moi, je pense que je sers Apollon aussi bien qu'eux, que je suis comme eux consacré à ce Dieu, que je n'ai pas moins reçu qu'eux de notre commun maître l'art de la divination, et que je ne suis pas plus fâché de sortir de cette vie »

— Platon, Phédon, 84 e
Le chant du cygne est également mentionné dans une fable attribuée à Ésope : un cygne muet, sentant venir sa mort, chanta pour la première fois une mélodie de la manière la plus merveilleuse qui soit.
Cette légende est d'ailleurs connue de Pline l'Ancien, qui la contredit dans son Histoire naturelle :

« On dit qu'au moment de mourir les cygnes font entendre un chant admirable ; erreur, je pense : c'est du moins ce qui résulte pour moi de quelques expériences.
(Olorum morte narratur flebilis cantus, falso, ut arbitror, aliquot experimentis.) »

— Pline l’Ancien, L’Histoire naturelle, livre X, chapitre XXXII

## Œuvres
- La Séquence du cygne, poème en latin carolingien
- Atressi co·l cignes fai ("Ainsi que le fait le cygne"), canso du troubadour Peirol (v. 1220).
- Le madrigal The Silver Swan (en) d’un poète anonyme, mis en musique par Orlando Gibbons, reprend la légende :

The silver Swan, who living had no Note,

when Death approached, unlocked her silent throat.

Leaning her breast upon the reedy shore,

thus sang her first and last, and sang no more:

"Farewell, all joys! O Death, come close mine eyes!

"More Geese than Swans now live, more Fools than Wise."

(Le cygne d'argent, qui vivant ne chantait pas / quand la mort approcha, libéra sa gorge silencieuse. / Penchant sa poitrine au-dessus des roseaux du rivage / chanta ainsi pour la première et dernière fois, et ne chanta plus : / "Adieu, toutes joies ! Ô Mort, viens fermer mes yeux ! / Plus d'oies que de cygnes vivent maintenant, plus d'idiots que de sages.")
- Der Schwanengesang (Le chant du Cygne) onze motets de Heinrich Schütz (1585 - 1672)
- Schwanengesang (en français Le Chant du cygne) de Franz Schubert, recueil posthume de quatorze lieder sur des poèmes de Ludwig Rellstab et Heinrich Heine publié en 1829
- Le Tueur de cygnes, conte de Villiers de L'Isle-Adam publié en 1887 racontant comment un homme tue les cygnes pour entendre leur chant
- Le Chant du cygne, pièce de théâtre en un acte de Tchekhov, écrite en 1887
- Le Chant du cygne, film américain réalisé par Frank Lloyd sorti en 1920 ;
- Le Chant du cygne, nouvelle policière d'Agatha Christie publiée en 1926
- Le Chant du cygne, épisode 7 de la saison 3 de Columbo diffusé en 1974
- Le chant du cygne, chanson de Gérard Manset dans l'album Revivre de 1991
- Le Chant du cygne (Swan Song), court-métrage américain réalisé par Kenneth Branagh sorti en 1992
- Joutsenlaulu (chant du signe en français), chanson du groupe finlandais Yö écrite par Jussi Hakulinen et sortie en 1984
- Le Chant du cygne, épisode 23 de la saison 8 de NCIS diffusé entre 2011 et 2012.
- Le Chant des cygnes, chanson du groupe français Indochine écrite par Nicola Sirkis et Olivier Gérard et sortie en 2024[4]

## Utilisation
Au sens figuré, l'expression est employée pour indiquer que l’on va prendre congé de personnes avec qui une période de temps a été partagée[réf. nécessaire].
Elle s’applique également aux personnages politiques dont on sent qu’ils veulent réaliser une dernière grande action avant la fin de leur carrière.